# 3-Ethoxy-1-propanol
3-Ethoxy-1-propanol ist eine chemische Verbindung aus der Gruppe der substituierten Ethoxypropanole.

## Vorkommen
3-Ethoxy-1-propanol kommt als Metabolit von Hefe zum Beispiel in Wein vor.

## Gewinnung und Darstellung
3-Ethoxy-1-propanol kann durch Reaktion von 1,3-Propandiol mit Kaliumpropylat gewonnen werden.

## Eigenschaften
3-Ethoxy-1-propanol ist eine farblose Flüssigkeit, die leicht löslich in Wasser ist.

## Sicherheitshinweise
Die Dämpfe von 3-Ethoxy-1-propanol können mit Luft ein explosionsfähiges Gemisch (Flammpunkt 54 °C) bilden.